# Gubacsi Gábor (festő)
Gubacsi Gábor magyar festőművész.

## Élete
A Pécsi Tudományegyetem Művészeti karán végzett túlkorosan, 2006-ban. Több magyar és nemzetközi egyesület tagja, de elsősorban a Szürreál Piknik Group alkotócsoport jegyzi. Legtöbbször a budapesti Munkacsoporttal állít ki. Munkássága az ösztönös festészetben megnyilvánuló az egész világot átjáró energia és valóság összefüggéseinek megismerésén, kutatásán alapszik. Nevéhez fűződik a "push the tempo" a kortárs zenei popkultúra egy népszerű darabjának festészeti irányzatba való átültetése, mely meghatározta gesztusfestészetének fejlődését. Munkái sorolhatók még a Behavour Art és a Neoavantgárd halmazokba.
Hagyományos technikákkal dolgozik: olaj, akril, tempera. Szívesen foglalkozik a számítógépes grafikával, főként az animációval.